# Mozart kugle
Mozart kugle tradicionalna su slastica porijeklom iz austrijskog grada Salzburga.
Prvi ih je proizveo kuhar Paul Fürst 1890., a ime im je dao u počast skladatelja Wolfganga Amadeusa Mozarta. Njegovi potomci i danas pripremaju Mozart kugle na tradicionalni način i prema izvornoj recepturi. Budući da nema zakonskih prava na ime Mozart kugli, postoje mnoge imitacije proizvoda, uglavnom proizvedenih industrijskim metodama.
Salzburški pekar Fürst predstavio je svoje Mozart kugle na sajmu u Parizu 1905., osvojivši glavnu nagradu.
Mozart kugle sastoje se od kuglica marcipana od pistacija obloženih nugatom. Tijekom izrade, kugla se stavi na drveni štap i umoči u crnu čokoladu. Zatim se suši i stvrdne. Motaju se u aluminijska folije. Godišnje se proizvede oko 1,4 milijuna Mozart kugli.